# 경상남도고성교육지원청
경상남도고성교육지원청(慶尙南道固城敎育支援廳, Goseong Office of Education)은 경상남도 고성군의 교육을 담당하기 위해 경상남도교육청 산하에 설치된 교육지원청이다.
교육장은 장학관으로 보한다.

## 연혁
- 1949년 12월 31일: 교육법제정(법률 제86호 공포)으로 지방교육자치제 실시
- 1952년 6월 4일: 지방교육자치제에 따른 교육구 발족(고성군에서 분리)
- 1962년 1월 6일: 교육법(법률 제955호)개정으로 교육자치제 폐지(고성군 교육과로 편입)
- 1963년 11월 1일: 법률 제1433호에의거 시 군 교육자치제 부활
- 1991년 3월 26일: 경상남도고성교육청으로 개칭
- 2010년 9월 1일: 경상남도고성교육지원청으로 개칭

## 조직
- 교육장
  - 교육지원과
    - 교육과정담당
    - 교육지원담당
    - 평생·체육담당
    - 보건급식담당

  - 행정지원과
    - 행정지원담당
    - 교육재정담당
    - 교육협력담당
    - 시설지원담당

### 부속기관
- 특수교육지원센터
- 고성교육지원청 영재교육원

### 직속기관
- 고성도서관

### 관내학교
유치원
- 고성유치원

초등학교
| - 개천초등학교 - 거류초등학교 - 고성초등학교 - 구만초등학교 - 대성초등학교 | - 대흥초등학교 - 동광초등학교 - 동해초등학교 - 마암초등학교 - 방산초등학교 | - 삼산초등학교 - 상리초등학교 - 영오초등학교 - 영현초등학교 - 율천초등학교 | - 철성초등학교 - 하이초등학교 - 하일초등학교 - 회화초등학교 |

중학교
| - 고성동중학교 - 고성여자중학교 - 고성중학교 - 삼산분교 - 동해중학교 | - 상리중학교 - 영천중학교 - 철성중학교 - 하일중학교 - 회화중학교 |

## 같이 보기
- 교육부
- 경상남도
- 경상남도청
- 경상남도교육청